# Edit Perényiné Weckinger
Edit Perényiné Weckinger (ur. 5 maja 1923 w Kispest, zm. 1 lutego 2019 w Budapeszcie) – węgierska gimnastyczka. Medalistka Letnich Igrzysk Olimpijskich 1948 i Letnich Igrzysk Olimpijskich 1952.